# Paspalum strigosum
Paspalum strigosum är en gräsart som beskrevs av Johann es Christoph Christian Döll och Mary Agnes Chase. Paspalum strigosum ingår i släktet tvillinghirser, och familjen gräs. Inga underarter finns listade i Catalogue of Life.